# Distretto di Anju
Il distretto di Anju (安居区S, Ānjū QūP) è un distretto della Cina, situato nella provincia di Sichuan e amministrato dalla prefettura di Suining.